# Keylight
Keylight（キーライト）はイギリスのThe Foundry社のクロマキー合成を目的としたキーヤー・プラグインである。同じくイギリスのコンピュータ・フィルム・カンパニー社が開発し、アカデミー賞技術賞を受賞している。
デジタル合成ソフトのAdobe After Effects（6.0以降）、Nukeにバンドルされている。かつてはShakeにもバンドルされていた。また、Final Cut Pro用のプラグインもあった。
Adobe After Effectsのプラグインとして使用し、Keylightを複数同時に使用すると、Keylightが原因でエラーの確率が格段に増える。